# Waitress!
Waitress! è un film del 1981, diretto da Lloyd Kaufman e Michael Herz, prodotto dalla Troma.

## Trama
Tre ragazze lavorano in un ristorante come cameriere: Andrea (Carol Drake) è una giornalista infiltrata, Jennifer (Carol Bevar) è un'aspirante attrice teatrale, Lindsey (Renata Majer) è una ragazza espulsa dal college.

## Collegamenti ad altre pellicole
- In Tromeo and Juliet, co-diretto da Lloyd Kaufman e James Gunn nel 1996, è presente il poster del film.

## Curiosità
Debuttò come attrice in un cameo Elizabeth Kaitan, che allora era una modella.